# Genital Grinder
Genital Grinder est un groupe de death metal français, originaire de Paris, en Île-de-France. 

## Biographie
Le groupe est initialement formé en 1996 sous le nom d'Abyss Gate. Le groupe change de nom l'année suivante, en 1997, pour Genital Grinder, qui s'inspire de la chanson homonyme de Carcass. Cette même année, le groupe enregistre quelques démos lui permettant d'effectuer ses premières dates parisiennes. Ils publient les démos Ettak at Snad en 1999, et Cadaverous Orgasm en 2001.
Après la sortie du premier album éponyme, sortie en 2003 au label Adipocère Records, la réputation du groupe grandit, bien qu'une affiliation avec la scène Fun Grind (Gronibard, Ultra Vomit) finira par nuire à l'image du groupe. Le groupe inclura dans son album quelques titres à tendance grindcore, dans un esprit Anal Cunt ou autre Desecator, avant l'explosion de Gronibard et la sortie de leur premier album. À la suite de cette assimilation, et de la dégénérescence du public death-grind, Genital Grinder choisit pour la suite de faire un album purement death metal, sans la moindre touche grindcore, pour se détacher de cette scène, et également parce qu'il s'agit de son style naturel. En 2007, Compulsive Severing Art sort ainsi avec une approche beaucoup plus sérieuse et froide. Le groupe aura par la suite l'occasion d'effectuer une série de dates en première partie de groupes prestigieux tels que Deicide, Belphegor, Nile, Six Feet Under, et Prostitute Disfigurement.
Après une pause de deux ans et demi, le groupe se remet au travail fin 2010, et sort un split vinyle avec Como Muertos, le 25 janvier 2012, chez Apathia Records. Peu de temps après ce split, Como Muertos se sépare. 

## Membres

### Membres actuels
- Seb « B.S.T. » Purulator - guitare, chant
- Julien Le Fennec - guitare
- François - basse
- Severin « Sev » Albert - batterie

### Ancien membre
- Mathieu Gheerbrant - guitare

## Discographie
- 1999 : Ettak at Snad (démo)
- 2001 : Cadaverous Orgasm (démo)
- 2003 : Genital Grinder
- 2006 : Pathologic Disorder (démo)
- 2007 : Compulsive Severing Art
- 2012 : Split

## Vidéos
- Maniac (live à la loco)
- Pathologic Disorder (live à la loco)
- Cut my Flesh (live à la loco)